# Stratford Kroehlers
Stratford Kroehlers je bil mladinski hokejski klub iz Stratforda. Igral je v Ontario Hockey Association od 1942 do 1944 in 1946 do 1951. Domača dvorana kluba je bila Stratford Arena, danes znana kot William Allman Memorial Arena.
Moštvo je bilo pred 1942 znano kot Stratford Midgets, in krajši čas tudi Stratford Kist. Kroehlersi so vstopili v OHA leta 1942 in igrali, dokler niso razpadli leta 1951. Ob koncu druge svetovne vojne se je dogodila krajša prekinitev delovanja, od 1944 do 1946. V sezoni 1947/48 je George Armstrong osvojil nagrado Red Tilson Trophy za najizrednejšega igralca lige in nagrado Eddie Powers Memorial Trophy za najboljšega strelca lige. 

## NHL igralci
Dva hokejista moštva sta bila kasneje sprejeta v Hokejski hram slavnih lige NHL: George Armstrong kot igralec in Howie Meeker kot komentator.
| 1942-1944                                                 | 1942-1944                                                        | 1946-1951                                                                       | 1946-1951                                                        |
| --------------------------------------------------------- | ---------------------------------------------------------------- | ------------------------------------------------------------------------------- | ---------------------------------------------------------------- |
| - Bill Cupolo - Jack Jackson - Joe Klukay - Eddie Kullman | - Howie Meeker - Enio Sclisizzi - Jack Stoddard - Barry Sullivan | - Bob Armstrong - George Armstrong - Bob Bailey - Arnie Kullman - Danny Lewicki | - Tom McGrattan - Bill Mitchell - George Robertson - Len Wharton |

## Izidi
| Sezona  | Tekem | Zmag | Porazov | Remijev | TOČ | %     | GF  | GA  | Uvrstitev      |  |
| 1942/43 | 25    | 7    | 9       | 9       | 24  | 0.438 | 75  | 78  | 4. v OHA       |  |
| 1943/44 | 25    | 7    | 16      | 2       | 16  | 0.304 | 99  | 154 | 5. v Skupini 2 |  |
|         |       |      |         |         |     |       |     |     |                |  |
| 1946/47 | 36    | 22   | 14      | 0       | 44  | 0.611 | 164 | 108 | 4. v OHA       |  |
| 1947/48 | 36    | 21   | 13      | 2       | 44  | 0.618 | 151 | 134 | 4. v OHA       |  |
| 1948/49 | 48    | 25   | 21      | 2       | 52  | 0.543 | 190 | 200 | 5. v OHA       |  |
| 1949/50 | 48    | 14   | 31      | 3       | 31  | 0.311 | 165 | 218 | 7. v OHA       |  |
| 1950/51 | 54    | 20   | 28      | 6       | 46  | 0.417 | 200 | 230 | 8. v OHA       |  |